# Teglholmen
Teglholmen ist eine Halbinsel im Südhafen von Kopenhagen, die sich in Dänemark zwischen Sluseholmen und der Enghave Brygge befindet.
Teglholmen hat seinen Namen von einer Ziegelei (Teglværk), die dort im Jahre 1871 gegründet wurde und viele Jahre den Stadtteil der dänischen Hauptstadt Kopenhagen Vesterbro mit Ziegel belieferte. 
Die nächste Generation von Unternehmen, die sich auf der Insel etablierten, waren Werften, Gießereien und auch ein Motorenwerk von Burmeister & Wain. Als in den 1970er Jahren, die Aktivitäten von Burmeister & Wain im Teglholmen Bereich zu Ende gingen, siedelten sich in den 1990er Jahren eine Reihe von multinationalen Unternehmen dort an. Einige Industriebetriebe der ehemaligen Geschichte wie MAN B&W Diesel A/Ss produzieren an dem Standort noch, heute sind dort hauptsächlich dänische und regionale Zentralen multinationaler Unternehmen, wie Nokia, Philips, Ericsson und der Fernsehsender TV2 und Wohnanlagen angesiedelt.
Eine Brücke, die Teglholmen mit Sluseholmen verbindet, wurde vom dänischen Architekturbüro Hvidt & Mølgaard konzipiert. Die 97 Meter lange Klappbrücke Teglværksbroen wurde 2011 eingeweiht. 